# Еволюция (кеч отбор)
Вижте пояснителната страница за други значения на Еволюция.
Еволюция (на английски: Evolution) са професионален кеч отбор в Световната федерация по кеч (WWE). Отбора се състои от Трите Хикса, Ренди Ортън. За първи път дебютират през 2003 г. Първоначално в отбора участваше и „Рик Светкавицата“.
Интро песни
- Evolve от Джим Джонстън (Февруари 10, 2003–юни 16, 2003)
- Line in the Sand от Моторхед (Юли 14, 2003–ноември 14, 2004, декември 10, 2007, април 14, 2014–момента)

## Титли и Постижения
- Световен шампион в тежка категория (5 пъти) – Трите Хикса (4) и Ренди Ортън (1)
- Световни отборни шампиони (2 пъти) – Рик Светкавицата и Батиста (2)
- Интерконтинентален шампион (2 пъти) Ренди Ортън (1) и Рик Светкавицата (1)
- Кралско Меле (2005) – Батиста
- Кралско Меле (2009) – Ранди Ортън
- Кралско Меле (2014) – Батиста
- Договора в куфарчето – Сет Ролинс

## Външни Препратки
- Ранди Ортън WWE Профил
- Сет Ролинс WWE Профил
- Трите Хикса WWE Профил